# Hallig Hooge
Hallig Hooge (danska: Hoge, frisiska: Huuge) är en kommun  i Kreis Nordfriesland i förbundslandet Schleswig-Holstein i Tyskland. Kommunen ingår i kommunalförbundet Amt Pellworm tillsammans med ytterligare 3 kommuner. och ligger på ön Hooge den näst största av de nordfrisiska halligar öarna i Vadehavet i Nordsjön utanför Schleswig-Holsteins kust. De tio tyska halligarna ligger i Nationalpark Schleswig-Holsteinisches Wattenmeer.
Hooge är endast 5,5 km2 och bebos av cirka 100 invånare. Livet på ön är präglat av ebb och flod och de stormar som ibland sköljer över ön. Husen har byggts på 10 artificiella kullar (Terpen) för att undvika att bli översköljda vid starka stormar eller stark flod.

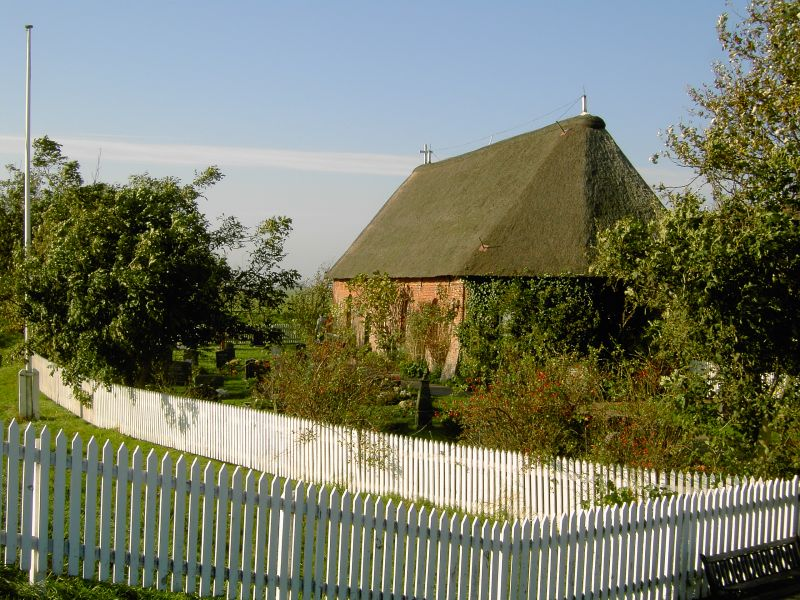
Kyrkan på Hooge
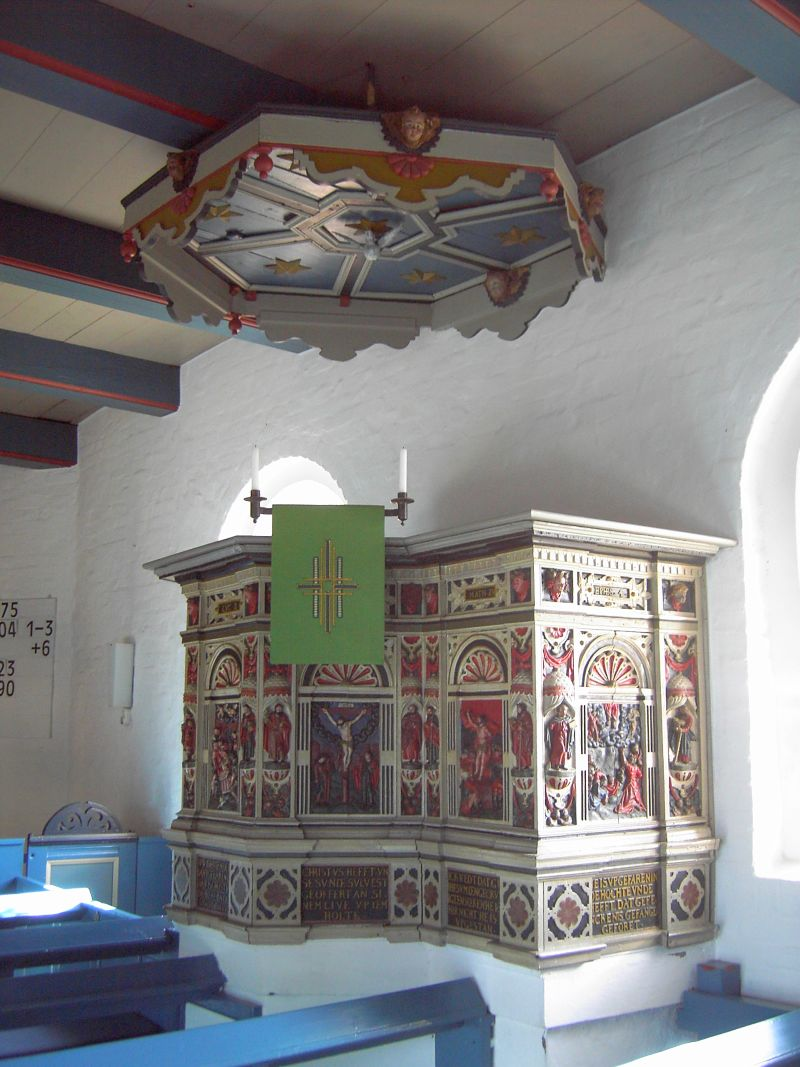
Predikstol

Den tyske målaren Jakob Alberts tillbringade många somrar på öarna.